# Alexandre Goria

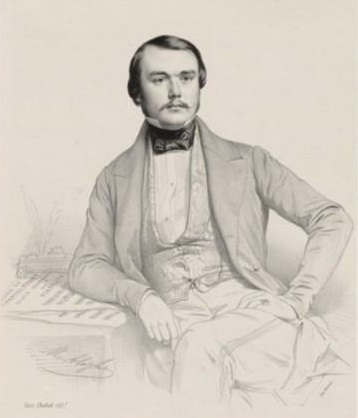
Alexandre Goria.

Alexandre Édouard Goria, född den 21 januari 1823 i Paris, död där den 6 juli 1860, var en fransk pianist och tonsättare. 
Goria började studera vid Pariskonservatoriet redan 1830. Bland hans lärare märks Adolphe-François Laurent och Pierre-Joseph-Guillaume Zimmermann. Goria komponerade främst salongsmusik. Han uppträdde som virtuos under konsertresor i Tyskland.